# Сляпо петно
Сляпото петно е част от ретината, където започва зрителния нерв и откъдето образ не се възприема. Въпреки това хората нямат усещане за сляпо петно в ретината им, защото:
- Мозъкът допълва липсващата информация с данни от другото око
- Мозъкът използва контекста за да допълни липсващата информация
- Чрез движенията на очите проектират липсващия образ на друго място от ретината

## Тест
| Демонстрация на сляпото петно | Демонстрация на сляпото петно | Демонстрация на сляпото петно | Демонстрация на сляпото петно | Демонстрация на сляпото петно |
| --- | ----------------------------- | ----------------------------- | ----------------------------- | ----------------------------- |
| |                               |                               |                               |                               |
| | Д                             |                               | Л                             |                               |
| |                               |                               |                               |                               |
| Указания: Затворете едното си око и фокусирайте другото върху съответната буква (Д за дясно или Л за ляво). Гледайте буквата от разстояние приблизително три пъти колкото е разстоянието между Д и Л. Приближавайте или се отдалечавайте от екрана докато другата буква не изчезне. Пример: Закрийте дясното си око, гледайте буквата „Л“ с лявото око и „Д“ ще изчезне. |                               |                               |                               |                               |